# لام كا كوي
لام كا كوي هو لاعب كرة قدم صيني في مركز الدفاع، ولد في 6 يناير 1972 في ماكاو في الصين. شارك مع منتخب ماكاو لكرة القدم. أما مع النوادي، فقد لعب مع C.D. Monte Carlo ‏.

## وصلات خارجية
- لام كا كوي على موقع الاتحاد الدولي (مؤرشف)  (الإنجليزية)
- لام كا كوي على موقع قاعدة بيانات كرة القدم.إي يو (الإنجليزية)
- لام كا كوي على موقع ناشيونال فوتبول تيمز (الإنجليزية)